# Yisrael Abuhatzeira
Rabi Yisrael Abuhatzeira (em hebraico: ר׳ יִשְׂרָאֵל אַבּוּחַצִירָא), também conhecido como Baba Sali (em judaico-árabe: בַּאבַּא סַאלִי; em árabe: بابا صلى; lit. "Pai que reza") (Rissani, Marrocos, 1889 - Netivot, Israel, 1984) foi um rabino ortodoxo sefaradi-haredi e cabalista popular em Marrocos e em Israel. Depois da sua morte, o seu túmulo tornou-se um importante lugar de peregrinação em Israel. Seu secretário, rabino Eliahu Alfasi, escreveu um livro sobre a vida deste rabi, onde descreveu sua trajetória, impressionante personalidade e milagres. Alfasi seguiu os passos de seu mestre até 2005, quando morreu em Israel.

O Baba Sali tinha uma relação próxima com vários rebes chassídicos e com a seção sefardita da Edah HaCharedit. Ele chegou a louvar o livro Vayoel Moshe do Rebe de Satmar, que apresenta uma oposição judaica ao sionismo:
Quando Rabenu fez aliyah a Eres Yisrael pela última vez, ele pediu para seu genro que comprasse para ele o livro do Rebe de Satmar “Vayoel Moshe”, e quando ele recebeu, deixando de lado outros estudos, ele se trancou em seu quarto e leu com atenção vigorosa do começo ao fim. E quando ele terminou sua leitura, ele deixou seu quarto e disse para seu genro: “Não existe entre nós alguém tão grandioso nesta geração no mérito da deliberação e da perspicácia, e de dar refutações decisivas, como o Rabi Yoel ys’’v (que sua Rocha o guarde e o permita viver), ele respondeu no seu livro com evidências claras todos eles, que empilharam palavras sobre palavras, e não deixou nenhum canto ou quina sem rebater ela com uma resposta decisiva. E portanto vamos e façamos uma refeição pela misvah, uma refeição pela conclusão do Sefer “Vayoel Moshe”. Da maneira que se faz uma refeição pela conclusão de um tratado, pois este livro é um tratado grandioso e importante em nossa geração, nesta geração confusa, uma geração que carece de direção, e suas ideias são caóticas. E Rabi Yoel é um pilar de fogo, e pela sua luz andaremos até a vinda do nosso messias.
Os judeus do Marrocos possuem uma tradição de escrita de poemas com temas religiosos (em hebraico: פִּיּוּטִים). O Baba Sali escreveu um poema conhecido como "Yodu Lekha Rayonai" ou "Esmach Bakh" que, bem como a própria pessoa do Baba Sali, tem uma certa popularidade entre judeus religiosos de origem marroquina.